# Klaus Kreimeier
Klaus Kreimeier (* 8. November 1938 in Hannover; † 18. September 2024 in Berlin) war ein deutscher Publizist und Medienwissenschaftler.

## Leben
Klaus Kreimeier wuchs in Linz und in Salzgitter auf. Nach dem Abitur 1958 studierte er Theaterwissenschaft, Germanistik und Kunstgeschichte an der Ludwig-Maximilians-Universität München und ab 1959 an der Freien Universität Berlin. Neben dem Studium arbeitete er als Regisseur an der Studentenbühne des Theaterwissenschaftlichen Instituts in Berlin sowie als freier Lektor für die UFA-Fernsehproduktion in Tempelhof. 1964 promovierte er in Berlin zum Dr. phil. mit einer stilgeschichtlichen Dissertation über das moderne Bühnenbild.
1964 bis 1968 arbeitete Kreimeier als Programmreferent, danach als Fernsehdramaturg beim Hessischen Rundfunk in Frankfurt am Main; danach war er Kulturredakteur beim Spiegel in Hamburg. Ab 1969 lebte er als freier Publizist in West-Berlin; er schrieb und produzierte filmhistorische und filmkritische Fernsehsendungen für den Westdeutschen Rundfunk, den Bayerischen Rundfunk und das ZDF. 1971 bis 1976 war er Dozent an der Deutschen Film- und Fernsehakademie Berlin für Filmgeschichte und Medientheorie, ferner Gastdozent und Lehrbeauftragter an in- und ausländischen Universitäten. 1973 veröffentlichte er das Buch Kino und Filmindustrie in der BRD. Ideologieproduktion und Klassenwirklichkeit nach 1945. In den 1970er Jahren war Kreimeier Mitglied der Kommunistischen Partei Deutschlands (Aufbauorganisation), einer maoistischen K-Gruppe.
Klaus Kreimeier starb am 18. September 2024, gemeinsam mit seiner Frau Ute, im Alter von 85 Jahren in Berlin.

## Unterrichtstätigkeit
Nach einer Berufung auf eine Professur an der Universität Oldenburg wurde Kreimeier 1974 wegen seiner aktiven Betätigung in der Vietnamkrieg-Oppositionsbewegung vom Niedersächsischen Kultusministerium aufgrund des Radikalenerlasses  als Hochschullehrer abberufen. 1981 habilitierte er sich als Medienwissenschaftler an der Universität Osnabrück; nach seiner Berufung an die Philipps-Universität Marburg wurde er, diesmal vom hessischen Kultusministerium, erneut aus politischen Gründen abgelehnt.
Ab 1976 lebte Kreimeier als freier Publizist in Köln; hier arbeitete er für die Rundfunkanstalten (überwiegend WDR und Deutschlandfunk) und schrieb zahlreiche Literaturkritiken sowie film- und medienkritische Beiträge für die Frankfurter Rundschau, Die Zeit, der Freitag, Die Woche, Tageszeitung und epd-Film. Bis 1981 war er Mitherausgeber und Redakteur der Kulturzeitschriften Kämpfende Kunst (der Zeitschrift der maoistischen Vereinigung Sozialistischer Kulturschaffender), Kunst und Gesellschaft und Spuren. Zwischen 1979 und 1987 unternahm er mehrere Reisen nach Kenia, Tansania, Sambia, Ghana, Nigeria, Simbabwe und Uganda. Daraus entstanden Rundfunksendungen und Studien über die zeitgenössische anglophone Literatur Afrikas, aus denen 1985 das Buch Geborstene Trommeln. Afrikas zweite Zerstörung. Literarisch-politische Expeditionen hervorging. 1996 folgte eine Reise nach Südafrika mit Recherchen zur Arbeit der Truth and Reconciliation Commission für WDR und Deutschlandfunk.
In den 1980er und 1990er Jahren war Kreimeier Mitglied in den Auswahlkommissionen der Internationalen Kurzfilmtage Oberhausen und der Duisburger Filmwoche; ferner reiste er als Filmreferent für das Goethe-Institut in den Nahen Osten, nach Spanien, Indien, in mehrere Balkanländer sowie nach Georgien. In dieser Zeit entstanden größere monographische Arbeiten über Andrzej Wajda, Rosa von Praunheim, F. W. Murnau, Fritz Lang, Joris Ivens, Andrei Tarkowskij, Akira Kurosawa und Wim Wenders (vor allem in der Reihe „Film“ des Carl Hanser Verlags) sowie Publikationen über Elia Kazan, G.W. Pabst und die Kulturgeschichte der Femme fatale für die Retrospektiven der Internationalen Filmfestspiele Berlin; daneben filmhistorische Studien unter anderem über Joe May und Richard Oswald.
Von 1987 bis 1992 arbeitete Kreimeier an einer umfassenden Geschichte des Ufa-Konzerns, die 1992 erschien. Daneben war er Fachberater bei großen filmhistorischen Ausstellungen (Murnau, Bielefeld 1988; Ufa, Berlin 1992). Aus der Auseinandersetzung mit der deutschen Medienlandschaft nach der Einführung des Privatfernsehens 1984 ging 1995 sein Buch Lob des Fernsehens hervor.
Von 1997 bis 2004 war Kreimeier Professor für Medienwissenschaft und Sprecher des Medienstudiengangs an der Universität Siegen. Von 1999 bis 2005 leitete er das Teilprojekt „Weimarer Republik“ im von der Deutschen Forschungsgemeinschaft geförderten Forschungsprojekt „Geschichte und Ästhetik des dokumentarischen Films in Deutschland 1895–1945“. 2001 gründete er die medienwissenschaftliche Zeitschrift Navigationen. Ab 2002 leitete er mit Joseph Garncarz das Teilprojekt „Industrialisierung der Wahrnehmung“ im von der Deutschen Forschungsgemeinschaft geförderten Forschungskolleg „Medienumbrüche“ an der Universität Siegen. 2006 wirkte er als Gastdozent an der Philosophischen Fakultät (Germanistik) der Universität Sarajevo.

## Werke (Auswahl)
- 1964: Illusion und Ironie. Gegenkräfte im modernen Bühnenbild. Dissertation FU Berlin
- 1971: Das Kino als Ideologiefabrik. Leitbilder und Stereotypen in der Geschichte des deutschen Films. Berlin: Kinemathek 45 (Buchfassung einer WDR-Fernsehserie)
- 1973: Kino und Filmindustrie in der BRD. Ideologieproduktion und Klassenwirklichkeit nach 1945. Kronberg Ts.: Scriptor
- 1976: Joris Ivens. Ein Filmer an den Fronten der Weltrevolution. Berlin: Oberbaum
- 1978: Zeitgenosse Chaplin (als Herausgeber). Berlin: Oberbaum
- 1985: Geborstene Trommeln. Afrikas zweite Zerstörung. Literarisch-politische Expeditionen. Frankfurt: Verlag Neue Kritik
- 1991: Nadine Gordimer. München: edition text + kritik
- 1992: Notizen im Zwielicht. Fernsehalltag und Bildschirmwirklichkeit. Marburg: Schüren (Auswahl von Fernsehkritiken)
- 1992: Die Ufa-Story. Geschichte eines Filmkonzerns. München: Carl Hanser (französische Übersetzung 1994 bei Flammarion - Preis der französischen Filmkritik für das beste ausländische Filmbuch; amerik. Ausgaben bei Hill and Wang, NY, 1996 sowie University of California Press, Berkeley und Los Angeles, 1999; japan. Ausgabe bei Hirata, Tokio, 2005)
- 1994: Die Metaphysik des Dekors. Raum, Architektur und Licht im klassischen deutschen Stummfilm (als Herausgeber). Marburg: Schüren
- 1995: Lob des Fernsehens. München: Carl Hanser
- 2005: Geschichte des dokumentarischen Films in Deutschland. Band 2: Weimarer Republik (1918-1933). (als Autor und Herausgeber mit Antje Ehmann und Jeanpaul Goergen) Stuttgart: Reclam
- 2008: Prekäre Moderne. Essays zur Film- und Kinogeschichte. Marburg: Schüren
- 2011: Traum und Exzess. Die Kulturgeschichte des frühen Kinos. Wien: Zsolnay

## Hörspiele
- 1988: Mit den Co-Autoren Jürgen Bevers und Josef Schnelle: Der Kopf muß weg - Regie: Klaus-Dieter Pittrich (Original-Hörspiel, Kriminalhörspiel – WDR)
- 1989: Mit Co-Autor Jürgen Bevers: Das Gespenst der Freiheit oder Max der Bruchpilot. Politische Revue in 6 Teilen - Regie: Ulrich Heising (Hörspiel – SWF/RB)
  - 1. Teil: Revolution ist das Zwinkern des Augenblicks
  - 2. Teil: Eine Welt, zwei oder drei
  - 3. Teil: Die Freiheit einer Frau
  - 4. Teil: Wem gehört die Fabrik
  - 5. Teil: In Stahlgewittern
  - 6. Teil: Freizeit statt Freiheit